# Wilner Nazaire
Wilner Nazaire (Porto Príncipe, 30 de março de 1950) é um ex-futebolista profissional haitiano que atuava como defensor.

## Carreira
Wilner Nazaire fez parte do elenco histórico da Seleção Haitiana de Futebol, na Copa do Mundo de 1974, ele teve três presenças.

## Ligações Externas
- Perfil em Fifa.com (em inglês)